# Odontosciara ruficoxa
Odontosciara ruficoxa är en tvåvingeart som först beskrevs av Enrico Adelelmo Brunetti 1912.  Odontosciara ruficoxa ingår i släktet Odontosciara och familjen sorgmyggor. Inga underarter finns listade i Catalogue of Life.